# Monkey Man báo thù
Monkey Man báo thù (tên tiếng Anh: Monkey Man) là một bộ phim điện ảnh Mỹ thuộc thể loại hành động – giật gân ra mắt vào năm 2024, do Dev Patel làm đạo diễn, viết kịch bản kiêm đồng sản xuất trong tác phẩm đầu tay của anh. Tác phẩm có sự tham gia diễn xuất của các diễn viên gồm Sharlto Copley, Pitobash, Sobhita Dhulipala, Sikandar Kher, Vipin Sharma, Ashwini Kalsekar, Adithi Kalkunte và Makarand Deshpande.
Monkey Man báo thù được công chiếu toàn cầu lần đầu tại sự kiện South by Southwest vào ngày 11 tháng 3 năm 2024, và được ra mắt tại các rạp ở Hoa Kỳ và Việt Nam vào ngày 5 tháng 4 năm 2024 do Universal Pictures phân phối.

## Nội dung
Kid, một chàng trai trẻ vô danh, đã bắt đầu cuộc hành trình săn lùng một nhóm gồm những kẻ cầm đầu tham nhũng, những kẻ chịu trách nhiệm cho cái chết của mẹ anh là Neela. Tuy nhiên, hành trình trả thù của Kid đã khiến anh sớm trở thành một vị cứu tinh cho những người nghèo và thấp cổ bé họng trong xã hội, những người đang bị dày vò bởi những tên cầm đầu tham nhũng.

## Diễn viên
- Dev Patel thủ vai Kid
- Sharlto Copley thủ vai Tiger
- Pitobash thủ vai Alphonso
- Vipin Sharma thủ vai Alpha
- Sikandar Kher thủ vai Rana
- Sobhita Dhulipala thủ vai Sita[9]
- Ashwini Kalsekar thủ vai Queenie
- Adithi Kalkunte
- Makarand Deshpande thủ vai Baba Shakti